# Fort de Santiago de Sesimbra
Le fort de Santiago de Sesimbra, ou Forte da Marinha, Forte da Praia et Fortaleza de Santiago, est une fortification militaire située dans la freguesia de Castelo, sur le territoire de la municipalité de Sesimbra (district de Setúbal, Portugal),.
Situé sur la plage de Sesimbra, une ville traditionnellement dédiée à la pêche , sa fonction était de protéger la ville et son mouillage. Il est classé Immeuble d'intérêt public (Catégorie IIP) depuis 1977.

## Historique
La première structure défensive à cet endroit remonte probablement à un fort du XVIe siècle, construit sous le règne du roi Manuel Ier (1495-1521). Cette fortification fut attaquée sous la dynastie philippine (pt) par des navires de la flotte anglaise (juin 1602) et subit de lourds dommages, ainsi que l'endiguement d'un navire (le São Valentim) en provenance des Indes orientales et chargé de précieuses marchandises.

### Le fort actuel
La structure actuelle remonte à l'époque de la Restauration de l'Indépendance (pt), lorsque sa construction fut décidée sous le règne de D. Jean IV (1640-1656). Sa conception fut confiée à Joannes Cieremans, un jésuite hollandais au service de ce souverain, et elle fut achevée en 1648.

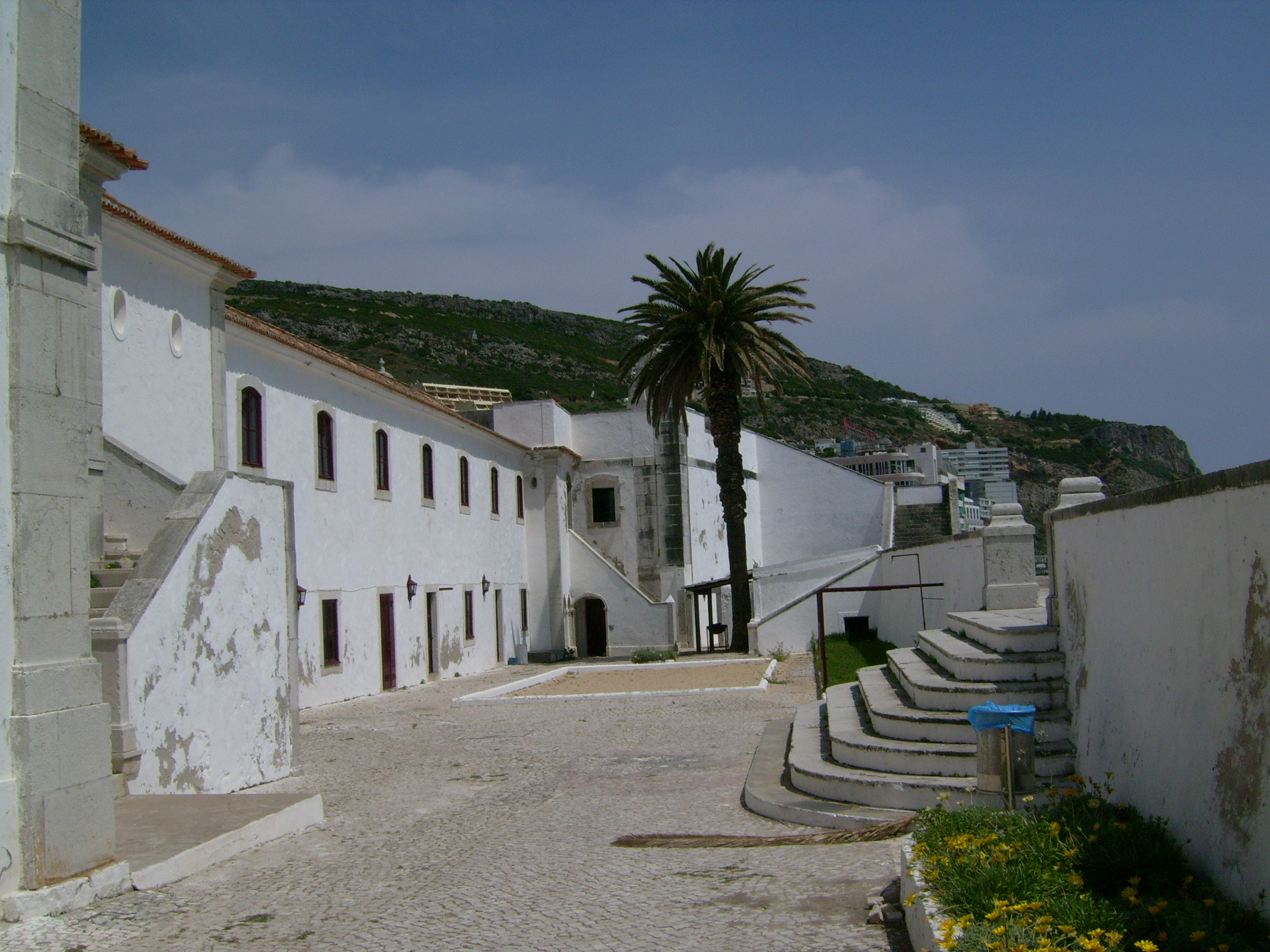
Forteresse de Santiago de Sesimbra : vue de l'intérieur.

Utilisé comme station balnéaire ou camp de vacances pour les fils illégitimes du roi Jean V (1706-50) (les Meninos de Palhavã (pt)), à partir de 1712, il fut utilisé comme siège du Governo das Armas de la région, auquel étaient subordonnées les défenses côtières restantes, à savoir : le fort de Santiago do Outão, le fort de Santa Maria da Arrábida, le fort de São Teodósio da Ponta do Cavalo, le fort de São Domingos da Baralha et le Fort de Nossa Senhora do Cabo, à Espichel. Le fort de São Pedro das Areias Brancas (ou da Foz), était déjà assez détérioré à cette époque.
Au XIXe siècle, ayant perdu sa fonction défensive en raison de l'évolution des moyens militaires, il fut démantelé et désarmé en 1832. Plus tard, ses installations furent cédées à la Douane (1886) jusqu'à ce qu'à partir de 1879, il commence à abriter la caserne de la Guarda Fiscal.
Considéré comme Immeuble d'intérêt public par décret du 29 septembre 1977, il est actuellement en bon état et ouvert aux touristes.

## Caractéristiques

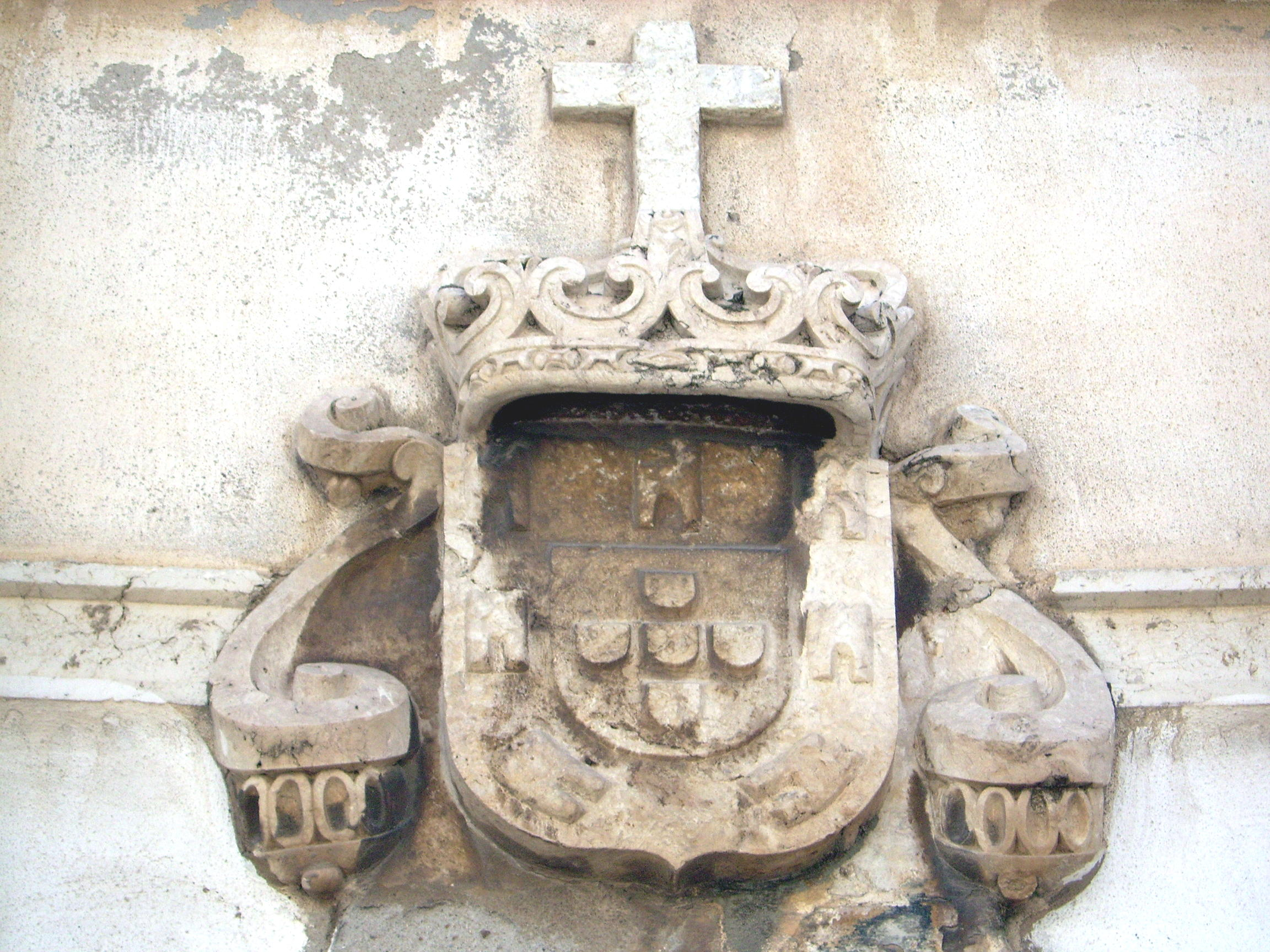
Forteresse de Santiago de Sesimbra : Armoiries royales.

La structure s'étend en lignes bastionnées le long de la plage, avec une large esplanade pour l'artillerie. Les cours intérieures abritent les installations de service : la maison de commandement (résidence du gouverneur des armes), la caserne des troupes, le magasin, la chapelle, les entrepôts, les cachots et la citerne .
La porte est surmontée d'un blason royal, sur lequel est inscrite la date de fondation du fort : 1648.

## Curiosités
Dans la cour se trouvait une peinture sur bois, datant du milieu du XVIIe siècle, représentant Santiago, à cheval tenant une épée, chargeant un groupe de Maures.
Avec le fort de São Filipe de Setúbal et le château de Palmela, il est représenté dans le symbole de Vitória de Setúbal , qui comprend un château avec ces trois tours.

## Galerie

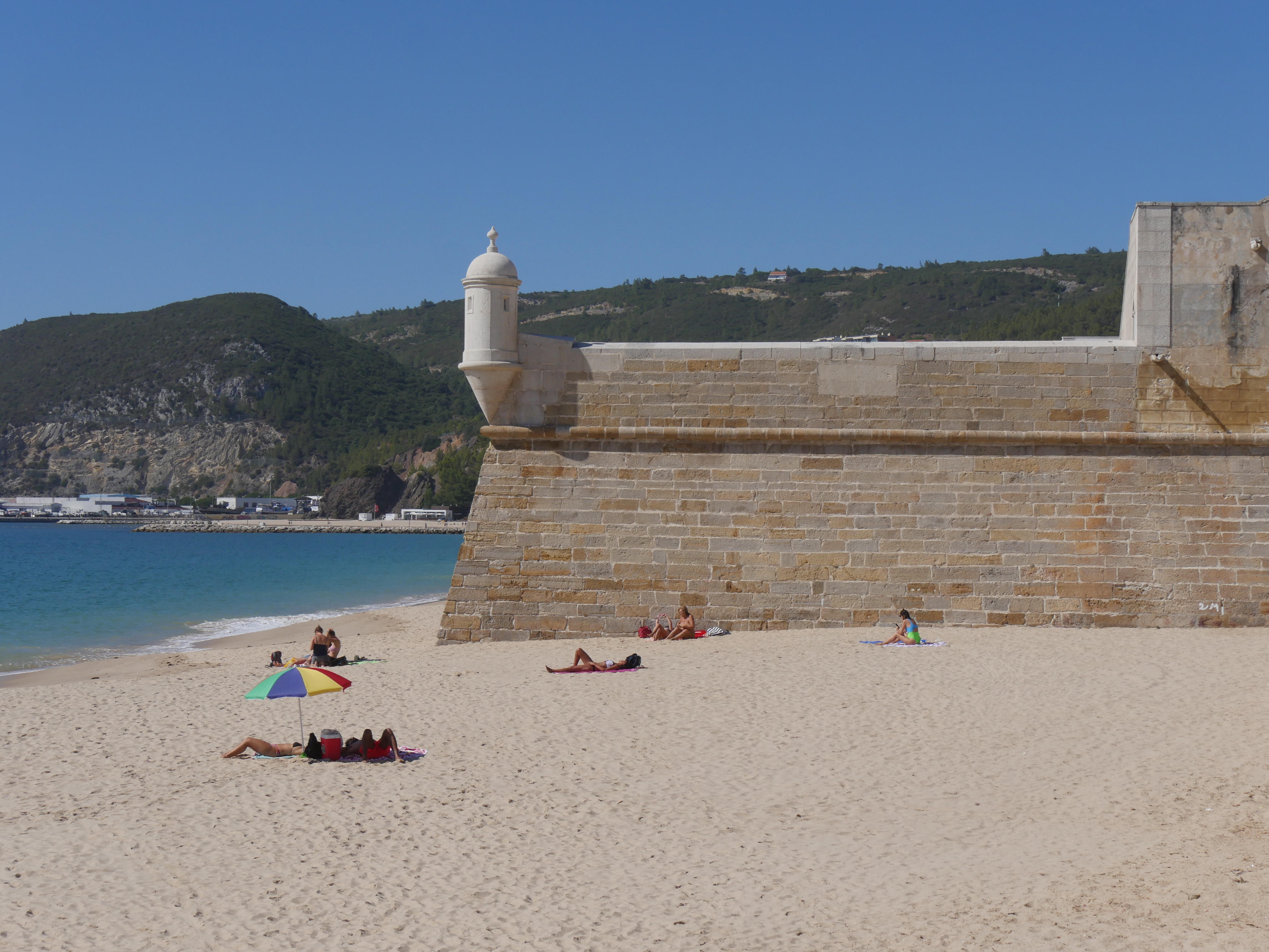
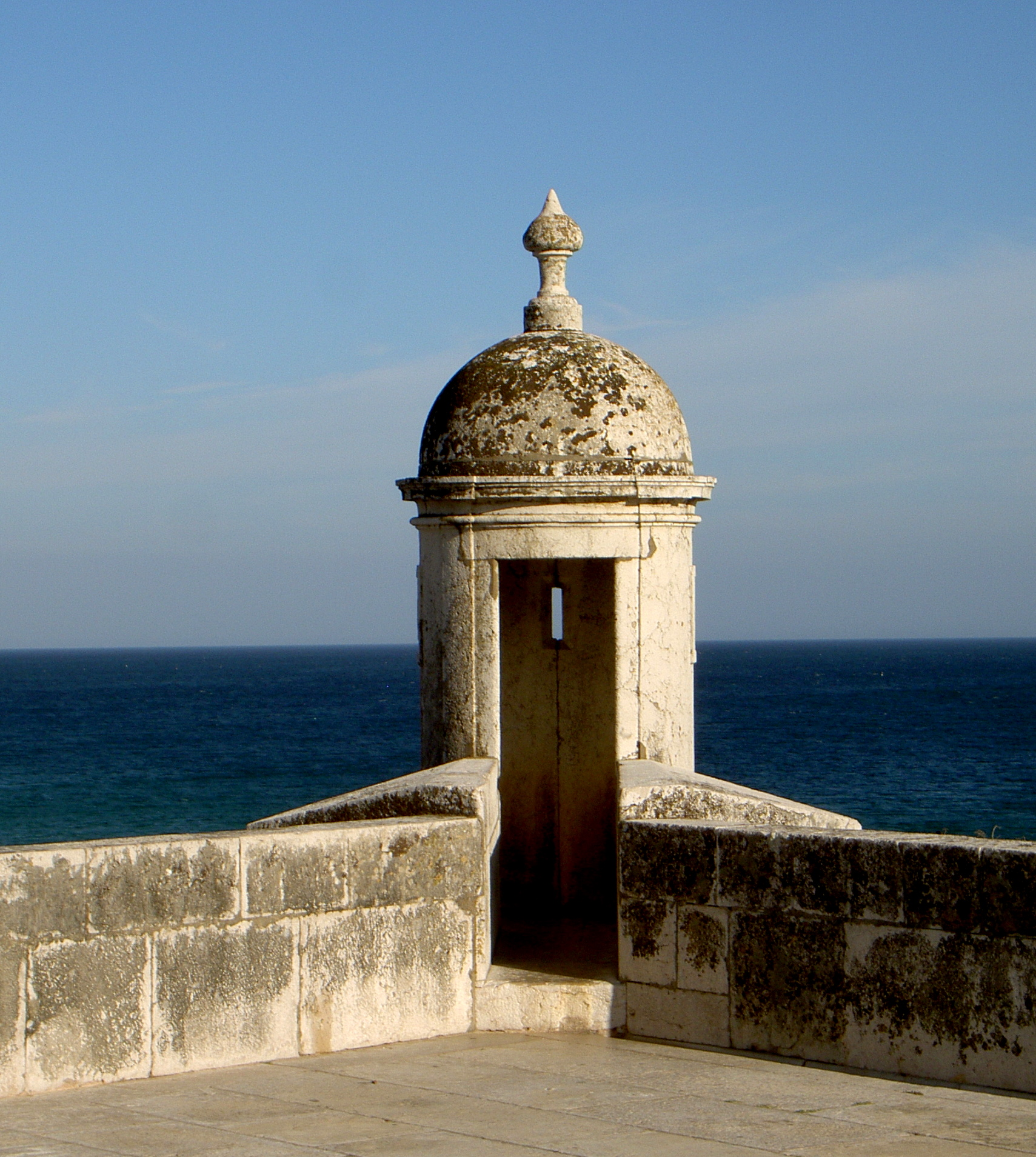